# حرب الاستقلال الإيطالية الثانية
حرب الاستقلال الإيطالية الثانية أو الحرب الفرنسية النمساوية أو الحرب النمساوية السردينية أو الحرب النمساوية البييمونتية. دارت الحرب بين نابليون الثالث في فرنسا ومملكة سردينيا بيدمونت ضد الإمبراطورية النمساوية في عام 1859. أما بالنسبة لعملية توحيد إيطاليا فتعرف هذه الحرب باسم حرب الاستقلال الثانية.

## الخلفية
وجد البييمونتيون بعد هزيمتهم على يد النمسا في حرب الاستقلال الإيطالية الأولى أنهم لا يستطيعون هزيمة قوة عظمى مثل النمسا من دون حلفاء. دفع هذا بكاميلو بينزو، كونتي دي كافور لمحاولة إقامة علاقات مع دول أوروبية أخرى، جزئياً من خلال مشاركة بيدمونت في حرب القرم. في مؤتمر السلام في باريس حول حرب القرم، حاول كافور لفت الانتباه إلى الجهود المبذولة من أجل الوحدة الإيطالية. وجد كافور تعاطفاً من بريطانيا وفرنسا، ولكنهما كانتا غير مستعدتين تماماً للذهاب ضد الرغبات النمساوية، لأن أي تحرك نحو الاستقلال الإيطالي من شأنه أن يهدد بالضرورة إقليم لومبارديا و فينيشيا النمساوي حينها. حددت المحادثات الفردية بين نابليون الثالث وكافور بعد المؤتمر نابليون باعتباره أكثر المؤيدين لمساعدة إيطاليا، وإن لم يكن ملتزماً بذلك.
في 14 يناير 1858، حاول فيليتشي اورسيني اغتيال نابليون الثالث. جلبت هذه المحاولة تعاطفاً واسعاً مع جهود الوحدة الإيطالية وكان لها تأثير عميق على نابليون نفسه، الذي قرر مساعدة بيدمونت ضد النمسا من أجل وضع حد للأنشطة الثورية التي قد تسمح بها الحكومات داخل إيطاليا في المستقبل. وقع نابليون الثالث و كافور رئيس وزراء مملكة بيدمونت - سردينيا تحالفاً سرياً ضد النمسا تتعهد فرنسا بموجبه بمساعدة سردينيا في القتال ضد النمسا إذا تعرضت لهجوم، بينما تتنازل سردينيا عن نيس وسافوي إلى فرنسا في المقابل. خدم هذا التحالف السري كلا البلدين حيث ساعد في خطة بيدمونت سردينيا لتوحيد شبه الجزيرة الإيطالية تحت حكم آل سافوي، و أضعف النمسا الخصم اللدود لإمبراطورية نابليون الثالث الفرنسية.
نظراً لعدم قدرة كافور على الحصول على المساعدة الفرنسية إلا إذا تعرض للهجوم النمساوي أولاً، قام بتعمد إثارة فيينا بسلسلة من المناورات العسكرية بالقرب من الحدود. أصدرت النمسا إنذاراً يوم 23 أبريل 1859، طالب بإعادة التمركز الكامل للجيش السرديني، وعندما لم تجد آذانا صاغية، بدأت النمسا الحرب مع سردينيا (29 أبريل) و بالتالي جرت فرنسا إلى الصراع.

## القوى
بلغ قوام الجيش الفرنسي للحملة الإيطالية نحو 130,000 جندي و 2,000 فارس ونحو 312 مدفع وهو ما شكل نصف الجيش الفرنسي بأكمله. كان الجيش بقيادة نابليون الثالث، وقسم إلى خمسة فيالق: الفيلق الأول بقيادة أشيل باراغي ديير والثاني بقيادة باتريس مكماهون والثالث بقيادة فرانسوا سيرتان كانروبير والرابع بقيادة أدولف نيل والخامس بقيادة الأمير نابليون. بينما قاد الحرس الإمبراطوري أوغست رونيو دو سان جان كوت دانجيلي.
أما جيش سردينيا فكان قوامه 70,000 جندي و 4,000 فارس و 90 مدفع. و ينقسم إلى خمسة أقسام يقودها كاسترلبروغو ومانفريدو فانتي وجيوفاني دوراندو وإنريكو تشيالديني ودومينيكو كوكياري. كما كان هناك تشكيلان من المتطوعين هما صيادو الألب و صيادو الأبينيني. كان القائد العام للجيش فيكتور ايمانويل الثاني سافوي، بدعم من ألفونسو فيريرو لا مارمورا.
أرسل الجيش النمساوي رجالاً أكثر: نحو 220,000 من الجنود و 824 مدفع و 22,000 من الفرسان. قاد الجيش النمساوي المشير فيرينش غراف جولاي.

## العمليات العدائية

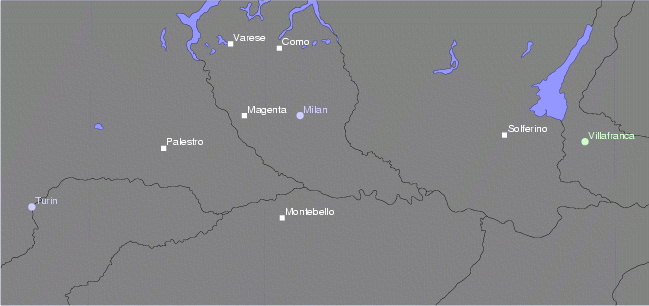
مواقع معارك الحرب النمساوية السردينية 1859

عند إعلان الحرب، لم تكن هناك قوات فرنسية في إيطاليا، لذلك انتقل المارشال فرانسوا سيرتان كانروبير لبيدمونت في أول استخدام ضخم للسكك الحديدية. عولت القوات النمساوية على تحقيق نصر سريع على جيش سردينيا الأضعف قبل وصول القوات الفرنسية إلى بيدمونت. مع ذلك، كان الكونت غولاي قائد القوات النمساوية في لومبارديا حذراً للغاية، حيث سار حول نهر تيشينو من دون اتجاه واضح لبعض الوقت حتى قرر في النهاية العبور وبدء الهجوم. لسوء حظه هطلت أمطار غزيرة جداً فوراً بعد قيامه بذلك مما سمح لبيدمونت بإغراق حقول الأرز أمام تقدمه وبالتالي تباطؤ مسيرة جيشه.
وصل النمساويون بقيادة جولاي في النهاية إلى فرشيلي قاصدين تورينو، لكن الخطوة الفرنسية السردينية بتعزيز ألساندريا و جسور نهر بو حول كازالي مونفيراتو أجبرتهم على التراجع. في 14 مايو، وصل نابليون الثالث إلى ألساندريا ليقود العمليات. كان الاشتباك الأولي في مونتيبيلو في 20 مايو، وهي معركة بين القوات النمساوية بقيادة شتاديون ضد شعبة واحدة من الفرقة الفرنسية الأولى بقيادة فوراي. كانت القوات النمساوية ثلاثة أضعاف نظيرتها الفرنسية لكن فوراي تمكن من الاستحواذ على النصر مما جعل من جولاي أكثر دفاعية. في مطلع يونيو، كان جولاي بالقرب من مركز السكك الحديدية في ماجينتا حيث كان جيشه مبعثراً إلى حد ما، وأيضاً لسوء الحظ اضطر للدفاع عند الشرق الأقصى من النهر. هاجم نابليون الثالث مقدمة تيشينو مع جزء من قواته في حيث أرسل مجموعة أخرى كبيرة من القوات إلى الشمال لتطويق النمساويين. نجحت الخطة مما دفع بجولاي بعيداً جداً إلى المربع الدفاعي شرق لومبارديا، حيث أعفي من منصبه كقائد.
حل الإمبراطور فرانز جوزيف الأول نفسه محل جولاي، متحمساً لتلك المهمة البسيطة في الدفاع عن الأراضي النمساوية المحصنة جيداً وراء نهر مينشيو. سيقوم الإمبراطور بتجربة قيادية أولى وأخيرة في معركة سولفرينو. كان الجيش البييمونتي الفرنسي قد سيطر على ميلانو و سار ببطء نحو الشرق للإجهاز على قوات النمسا في هذه الحرب قبل أن تتدخل بروسيا. اكتشف النمساويون أن الفرنسيين قد توقفوا في بريشيا، و قرروا مفاجأتهم بالتحول فجأة إلى الهجوم. بينما كان الفرنسيون قد باشروا الهجوم أصلاً، ولكن أياً من الجانبين لم يكن على يقين من مكان الآخر حتى التقيا فجأة. فصل بينيديك مع الفيلق الثامن النمساوي من القوة الرئيسية، حيث ذهب للدفاع عن بوتزلينغو ضد الجزء البييمونتي من الجيش المنافس. نجح بينيديك في ذلك على الرغم من أن بقية الجيش النمساوي تراجعت بسبب عاصفة كبيرة ضربت المنطقة وتخلو بالتالي عن العديد من البلدات إلى الفرنسيين.
في الوقت نفسه، في الجزء الشمالي من لومبارديا، انتصرت فرقة صيادي الألب من المتطوعين الطليان بقيادة جوزيبي غاريبالدي على النمسا في فاريزي وكومو.

## الصلح

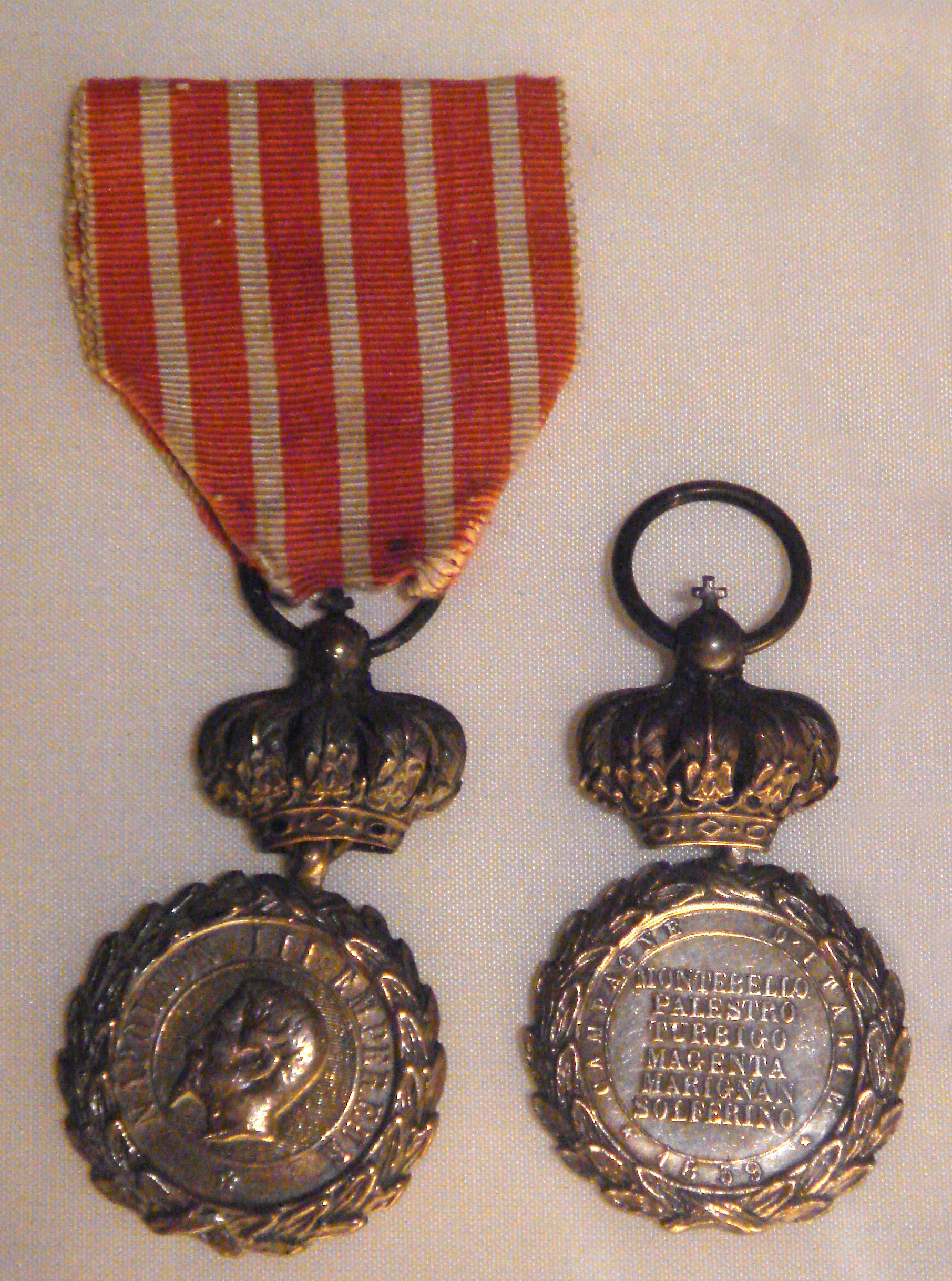
ميدالية تذكارية للحملة الإيطالية عام 1859

دفع الخوف من تدخل الولايات الألمانية بنابليون للبحث عن طريقة للخروج من الحرب، حيث وقع هدنة مع النمسا في فيلافرانكا. تم نقل معظم لومبارديا مع عاصمتها ميلانو (باستثناء القلاع النمساوية في مانتوفا و لنياغو والأراضي المحيطة بها) إلى السلطة الفرنسية والتي تنازلت عنها على الفور لصالح سردينيا. بينما اتفق على عودة حكام وسط إيطاليا الذين طردوا بسبب الثورات في دويلاتهم بعد وقت قصير من بداية الحرب.
أدت هذه الصفقة التي أجراها نابليون من وراء ظهر حلفائه السردينيين إلى غضبهم حيث استقال كافور نفسه احتجاجاً على ذلك. مع ذلك فإن شروط فيلافرانكا لم تدخل حيز التنفيذ أبداً على الرغم من تأكيدها بموجب معاهدة زيوريخ في نوفمبر وبالتالي أصبح الاتفاق حبراً على ورق. احتل البييمونتيون الدول وسط إيطاليا حيث لم يبدوا أي رغبة في استعادة الحكام السابقين، كما لم يظهر الفرنسيون أي استعداد لإجبارهم على الالتزام ببنود المعاهدة. بينما شعر النمساويون بالإحباط لعدم قيام فرنسا بتنفيذ بنود المعاهدة.
في العام التالي 1860، وبعد الموافقة الفرنسية والبريطانية، ستضم الولايات الوسطى الإيطالية (دوقية بارما ودوقية مودينا ودوقية توسكانا الكبرى والمفوضيات البابوية) إلى مملكة سردينيا، وستحصل فرنسا على مكافأتها سافوي ونيس. عارض الخطوة الأخيرة البطل القومي الإيطالي غاريبالدي، وهو مواطن من نيس، وتلاها حملة غاريبالدي على صقلية والتي من شأنها استكمال التوحيد الأولي لإيطاليا.

## الخط الزمني 1859
- 20 مايو: تنتصر المشاة الفرنسية والخيالة السردينية على الجيش النمساوي الذي يتراجع حتى مونتيبيلو؛
- 26 مايو: يواجه صيادو الألب بقيادة جوزيبي غاريبالدي القوات النمساوية بقيادة المشير الملازم كارل بارون أربان في فاريزي؛
- 27 مايو: ينتصر صيادو الألب على قوات أربان في سان فيرمو ويدخلون كومو؛
- 30 مايو: ينتصر السردينيون على الجيش النمساوي في معركة بالسترو؛
- 4 يونيو: ينتصر الفرنسيون على النمساويين في معركة ماجينتا؛
- 21-24 يونيو: في معركة سولفرينو، يتمكن جيش سردينيا وفرنسا بقيادة نابليون الثالث من هزيمة الجيش النمساوي بقيادة القيصر فرانز جوزيف الأول نفسه في شمال إيطاليا. تلهم المعركة أيضاً هنري دونان لتأسيس الصليب الأحمر؛
- 11 يوليو: يلتقي الإمبراطور النمساوي فرانز جوزيف الأول (مضطراً بسبب الثورة في هنغاريا) بنابليون الثالث في فيلافرانكا حيث يتم توقيع الهدنة.